# Contromano (film)
Contromano è un film del 2018 diretto e interpretato da Antonio Albanese.

## Trama
Mario Cavallaro è un milanese cinquantenne abitudinario che gestisce un negozio di calze, ereditato dal padre, il suo passatempo preferito è il giardinaggio. Mario vede negli extracomunitari una minaccia, specialmente in Oba, giovane senegalese il quale vende abusivamente calze proprio davanti al suo negozio, meno pregiate ma con prezzi più economici, rischiando infatti di portargli via i suoi clienti. Mario impulsivamente, decide di "rapire" Oba e di portarlo in Senegal contro la sua volontà, il piano però fallisce, anche se le cose prendono una piega inaspettata quando Mario conosce Dalida, la bellissima sorella di Oba, infatuandosi di lei.
Dalida, apparentemente, sarebbe contenta di tornare in Senegal chiedendo a Mario se può accompagnare lei e suo fratello in Africa. Mario accetta volentieri, anche solo per trascorrere un po' di tempo con Dalida. Durante il viaggio, a bordo dell'auto di Mario, quest'ultimo passa dei momenti piacevoli in compagnia di Dalida, sentendosi confuso e, contemporaneamente, intimorito davanti ai sentimenti che inizia a provare per lei. Oba invece è sempre più insofferente nei confronti di Mario, che è all'oscuro del segreto che Oba e Dalida gli nascondono: loro in realtà sono fidanzati, Dalida approfittando del fatto che Mario è palesemente innamorato di lei, gli ha fatto credere che Oba è suo fratello, sperando di manipolare Mario affinché li porti in Senegal dove progettano di sposarsi, con tutta la famiglia presente alla cerimonia, e a matrimonio concluso tornare in Italia.
Il vero motivo per cui Oba ha un atteggiamento così arcigno nei riguardi di Mario è per via della sua gelosia, avendo intuito che la sua fidanzata in realtà, in parte, ricambia l'attrazione che Mario prova per lei. Oba, che mal sopporta la presenza di Mario, decide di rubare l'auto a Mario, così da raggiungere il Senegal con Dalida senza di lui, sebbene Dalida disapprovi questo gesto così irriflessivo, con l'unico risultato che entrambi vengono arrestati per furto, tra l'altro il loro permesso di soggiorno era scaduto e la patente di guida di Oba non è valida in Italia in quanto non convertita.
Mario raggiunge in taxi la Stazione dei Carabinieri, convincendoli a far cadere le accuse contro Oba e Dalida, preferendo non denunciarli per furto, nonostante la sua delusione per il loro comportamento. Anche se profondamente amareggiato, Mario decide di proseguire il viaggio con loro, raggiungendo Napoli, e da lì prendono un traghetto per Barcellona e successivamente un altro per Tangeri. Proprio durante il viaggio in traghetto, Oba si agita perdendo di vista Dalida, scoprendo che è insieme a Mario nella cabina dove quest'ultimo alloggia. Mario si diverte a provocarlo facendogli credere di aver fatto sesso con Dalida, ma in realtà lei si è semplicemente limitata a raccontargli tutta la verità, anche se Mario aveva già iniziato a sospettare che Oba e Dalida non erano realmente fratello e sorella. Mario non è arrabbiato, tra l'altro, una volta arrivati in Africa, prosegue il viaggio con Dalida e Oba, raggiungendo in auto il loro villaggio in Senegal, una piccola comunità che vive principalmente di agricoltura.
Finalmente Oba e Dalida si sposano, viene organizzata per loro una grande festa nel villaggio, anche se Mario è un po' malinconico decide pure lui di cogliere la felicità del bel momento. È arrivata l'ora di ritornare in Italia, ma inaspettatamente Mario decide di rimanere nel villaggio essendosi velocemente affezionato a questa comunità, quindi Dalida e Oba tornano in Italia da soli, Mario decide di intestare ai due sposi sia la sua casa che il suo negozio.
Sono trascorsi un po' di anni, grazie a Mario, per merito delle sue conoscenze della botanica, il villaggio ha goduto di un buon raccolto negli ultimi anni, invece Dalida e Oba hanno avuto un bambino, Mamadou, un perfetto caso di integrazione, tra l'altro Dalida è incinta, lei e suo marito stanno per avere il loro secondo figlio. Mario ormai è cambiato e ha una nuova visione del mondo e della vita, tra l'altro continua a tenersi in contatto con Dalida per lettera. Oba in realtà non ha mai smesso di sospettare che Dalida lo avesse tradito con Mario (forse quel giorno sul traghetto) e che proprio Mario, forse, l'aveva messa incinta, dato che oltre a essere ordinato Mamadou è praticamente un perfezionista, come Mario, tanto che Oba afferma con un tono di voce sospettoso «A volte mi chiedo da chi l'ha presa questa precisione».

## Distribuzione e incassi
La pellicola è uscita nelle sale italiane il 29 marzo 2018. In Italia ha incassato un totale di 1,6 milioni di euro.

## Luoghi delle riprese
Il film è stato girato a Milano, Gaeta, Sperlonga, Terracina, Napoli, Fondi, Giannella, Porto Ercole e Marrakech.